# Ockbrook
Ockbrook är en ort i civil parish Ockbrook and Borrowash, i distriktet Erewash, i grevskapet Derbyshire, i England. Byn nämndes i Domedagsboken (Domesday Book) år 1086, och kallades då Ochebroc.